# Kosovo KS06
KS06 var namnet på den 6:e Svenska Kontingenten i Kosovo; en fredsbevarande enhet, som Sverige skickade till Kosovo. KS06 övertog ansvaret den 15 juni 2002.
Den 6:e Svenska Kontingenten Kosovo bestod av en bataljon samt ytterligare förband och stabsofficerare tjänstgörande vid brigadstaben och KFOR:s högkvarter. KS06 bestod av 810 män och kvinnor.
Den största delen av personalen var grupperad vid Camp Victoria, i Hajvalia utanför Pristina. Under två månader av insatsen skapades ett tillfälligt sammansatt kompani kallat Griffin Coy (TL) med personal ur övriga delar.

## Förbandsdelar
- Bataljonschef: överstelöjtnant Johan Fölstad
- Stabschef: överstelöjtnant Peter Ahlström
- Stab- och understödskompani: chef major Ola Barvér
- 1. mekaniserade skyttekompaniet: chef major Magnus Mimer
- 2. mekaniserade skyttekompaniet: chef major Jonas Björkqvist
- 3. mekaniserade skyttekompaniet: chef major Ola Palmquist